# История почты и почтовых марок Узбекистана
История почты и почтовых марок Узбекистана охватывает три основных этапа развития почтовой связи на территории этого государства — дореволюционный, советский (1918—1991) и с 1991 независимый, с которым также связано начало эмиссии собственных почтовых марок Узбекистана с 1992 года. Узбекистан является членом Всемирного почтового союза (ВПС; с 1994).

## Развитие почты

### Дореволюционный период
Узбекские ханства Бухара, Хива и Коканд до 1876 года вошли в состав Российской империи.

### В составе СССР

#### Узбекская ССР
Во времена СССР почта Узбекской ССР, образованной в 1925 году, была частью единой советской системы связи, и оплата почтовых сборов на её территории производилась марками Советского Союза.

#### Узбекская тематика на марках СССР
Сюжеты, связанные с республикой, персоналиями и национальным колоритом Узбекистана, были представлены как на отдельных почтовых миниатюрах, так и в составе серий марок СССР.
В 1933 году в серии «Народности СССР» вышла марка (ЦФА [АО «Марка»] № 426) по рисунку художника В. Завьялова с изображением узбека, сидящего за рулём трактора. Герб Узбекской ССР изображался на двух марках: из серии 1938 года «Государственный герб СССР и гербы союзных республик» (ЦФА [АО «Марка»] № 571) и из такой же серии 1947 года (ЦФА [АО «Марка»] № 1117). Двадцатипятилетию Узбекской ССР посвящена серия 1949 года из шести марок (ЦФА [АО «Марка»] № 1484—1489), на которых были представлены Ташкентский педагогический институт, театр оперы и балета имени Алишера Навои, Большой Ферганский канал. На изданной по случаю 40-летия республики марке (художник В. Пименов) изображены государственный герб Узбекской ССР и трудящиеся с дарами природы на фоне индустриального пейзажа. Узбечка-колхозница в национальной одежде нарисована на фоне хлопкового поля на почтовой марке 1957 года (ЦФА [АО «Марка»] № 2080). К 2500-летию Самарканда были изданы две марки (художник А. Калашников), на которых представлены древние и современные сооружения города. Узбекской тематике были посвящены и многие другие почтовые марки СССР.

Узбекские сюжеты на некоторых почтовых марках СССР
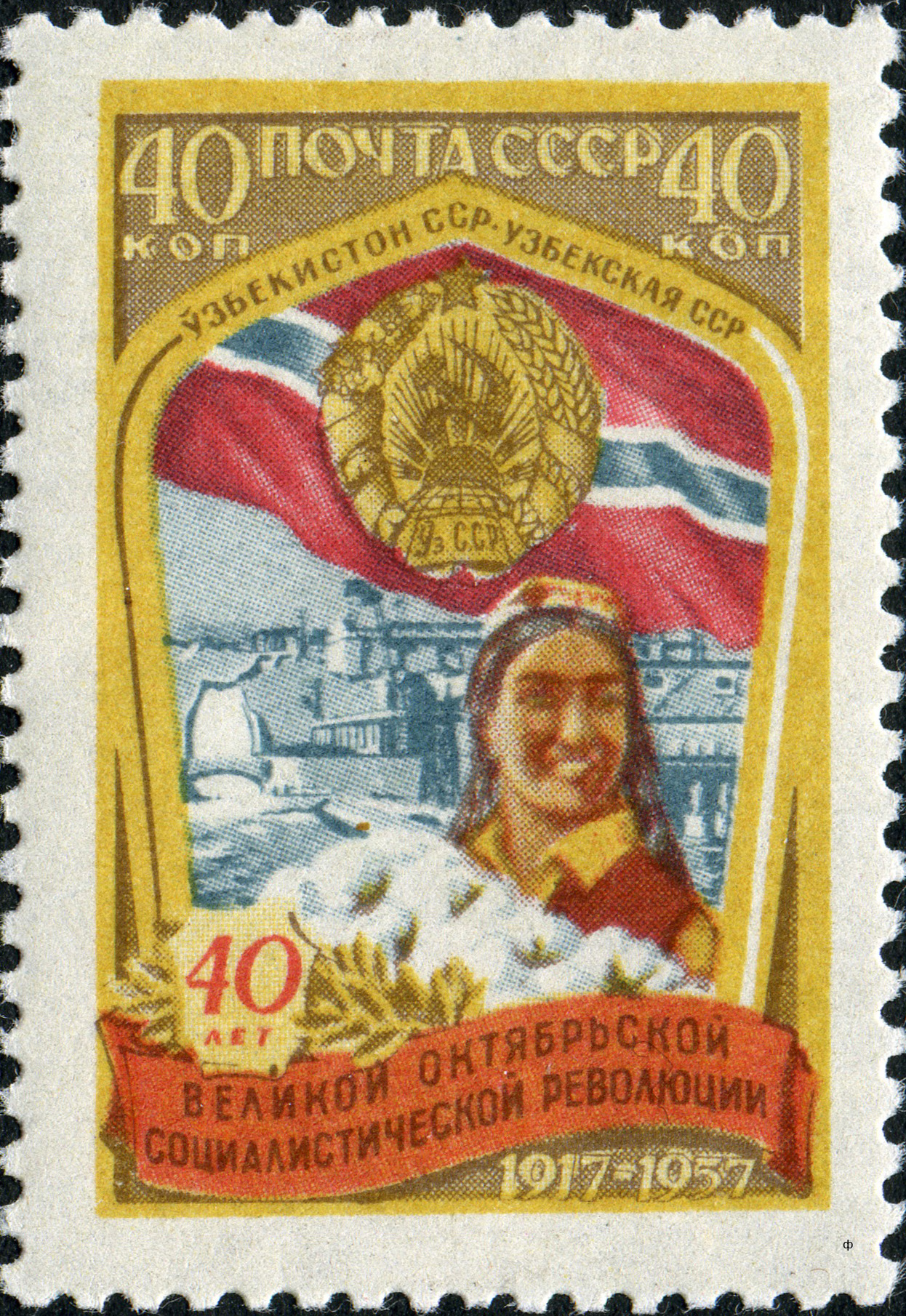
1957: Узбекская ССР. Колхозница (ЦФА [АО «Марка»] № 2080)
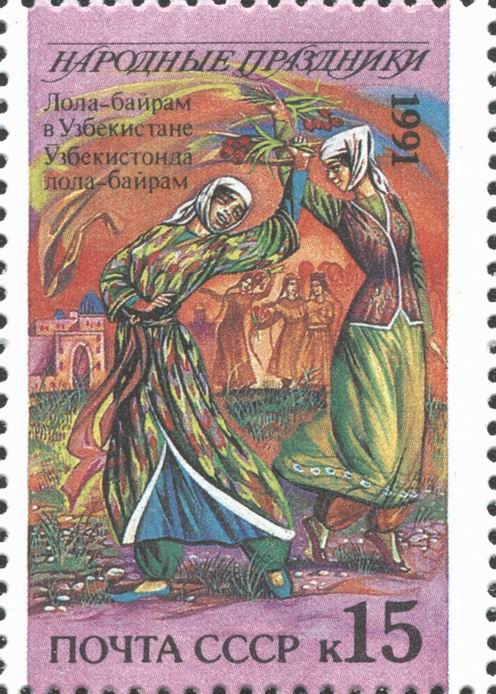
1991: Лола-Байрам в Узбекистане (ЦФА [АО «Марка»] № 6355)
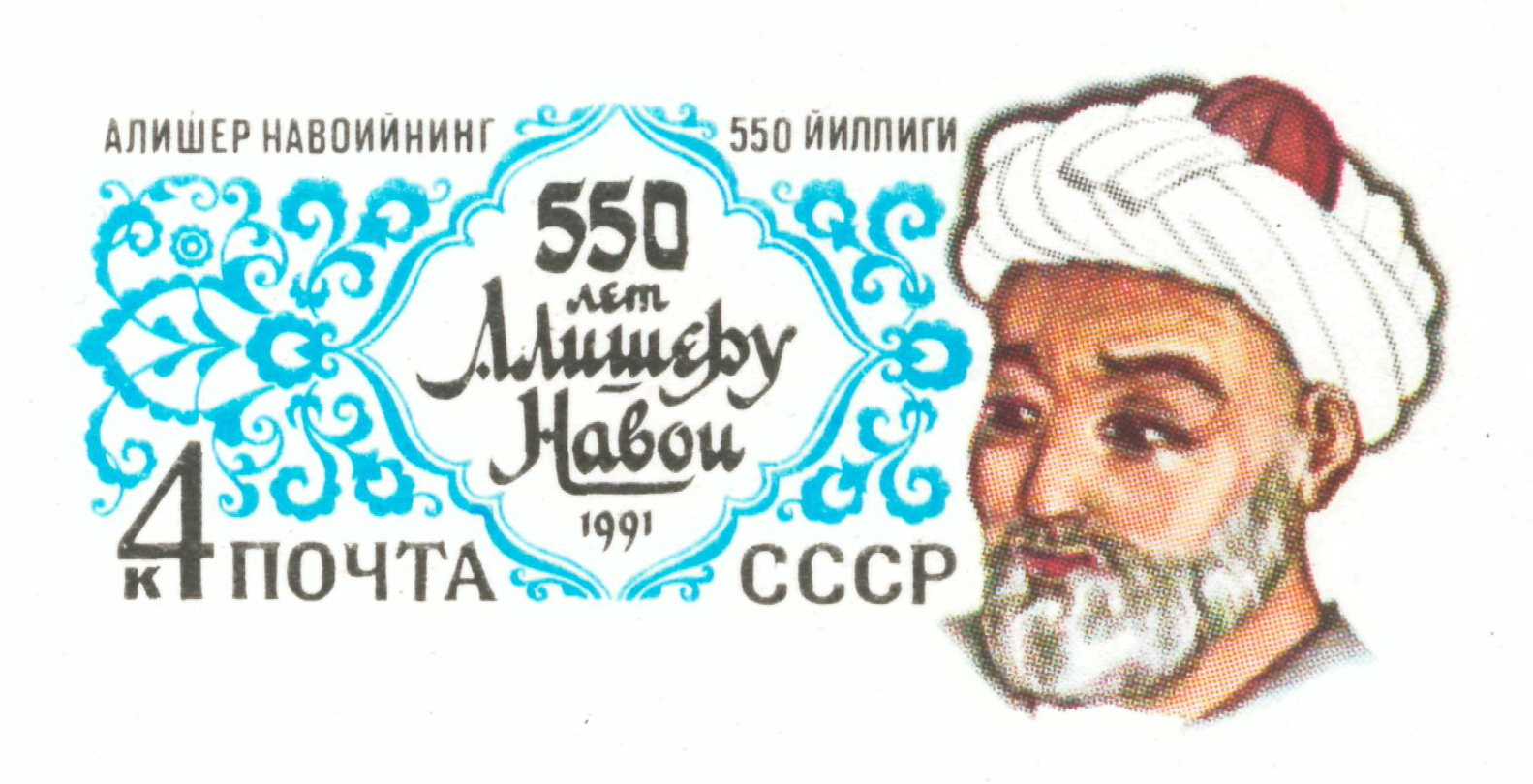
1991: Алишер Навои. Почтовая карточка с оригинальной маркой (ЦФА [АО «Марка»] № ?)

### Современная почтовая служба
Узбекистан объявил о своем суверенитете 20 июня 1991 года, а 31 августа 1991 года о своей независимости. До выпуска собственных почтовых марок использовались марки Советского Союза. Концерн государственных предприятий почтовой связи «Узбекистан почтаси» создан в 1992 году на базе предприятий почтовой связи, выделенных из состава производственно-технических управлений связи. 24 февраля 1994 года Узбекистан был принят в ряды стран — участниц ВПС.

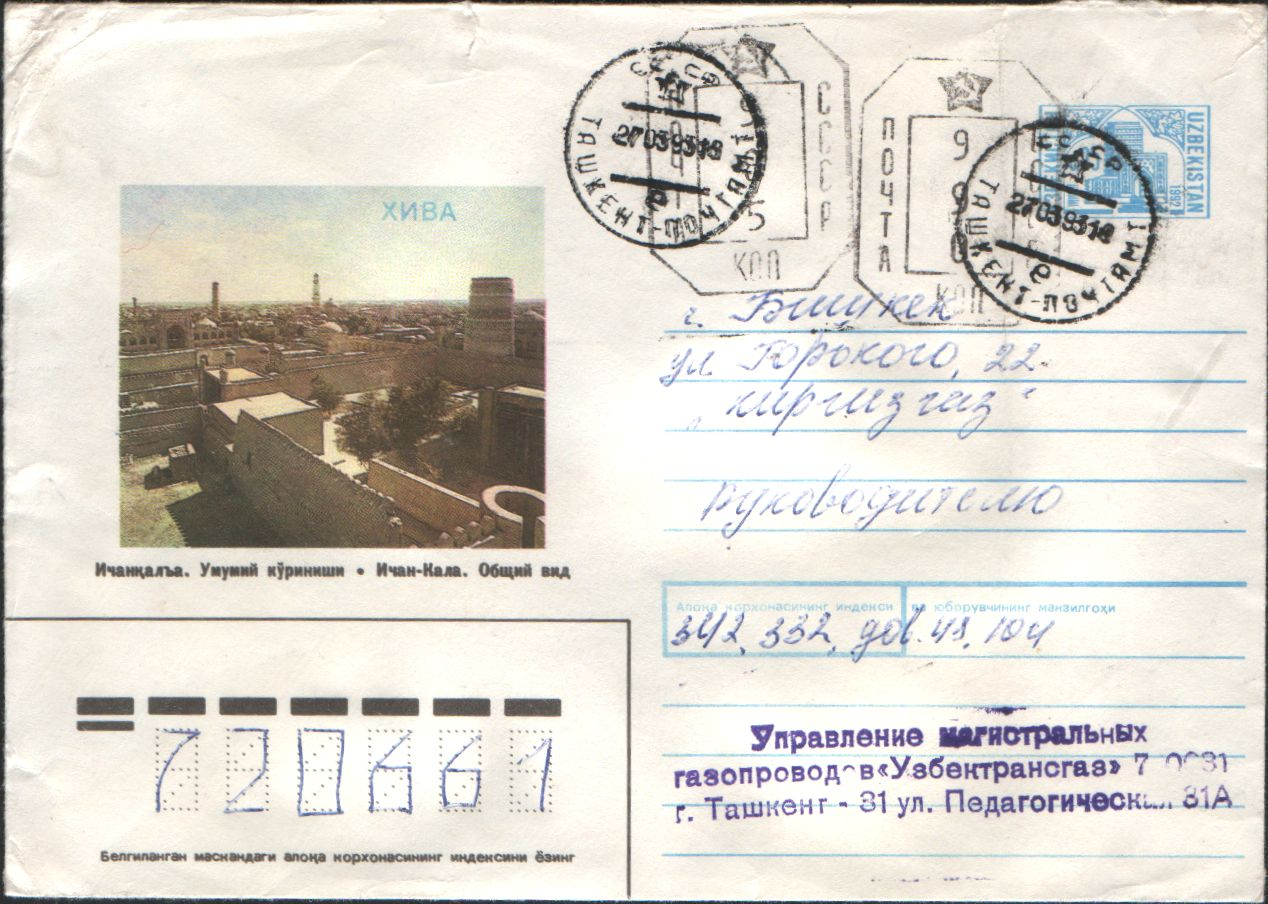
Провизорная переоценка Ташкента 1993 года на художественном маркированном конверте Узбекистана

В 1997 году Указом Президента Республики Узбекистан и последующим постановлением Кабинета Министров Республики Узбекистан концерн «Узбекистон почтаси» преобразован в Государственно-акционерную компанию «Узбекистон почтаси». Государственно-акционерная компания «Узбекистон почтаси» позднее была преобразована в открытое акционерное общество решением правительства Республики Узбекистан от 19 июля 2004 года. Акционерные общества компании преобразованы и присоединены к ОАО «Узбекистон почтаси» в качестве филиалов.
В настоящее время, национальная сеть почтовой связи страны в ОАО «Узбекистон почтаси» организована по географическому принципу. Она включает в себя 14 региональных филиалов, состоящих в свою очередь из 177 районных и городских узлов связи, 3006 отделений связи (из них 20 передвижных отделений связи, 2296 в сельской местности), специализированного филиала «Халкаро почтамт» — центральный пункт обмена международной почты, производственных участков «Узбекистон маркаси» и «Центр по контролю денежных переводов», а также 34 авиа, 1 железнодорожный, 485 автомобильных маршрутов, обеспечивающих регулярные перевозки почтовых отправлений.
В предприятиях почтовой связи организовано 6537 доставочных участков, в том числе в городах и посёлках городского типа — 2442, в сельской местности — 4095. На обслуживаемой территории установлены 5264 почтовых ящика для сбора письменной корреспонденции, в том числе — 3431 в сельской местности.

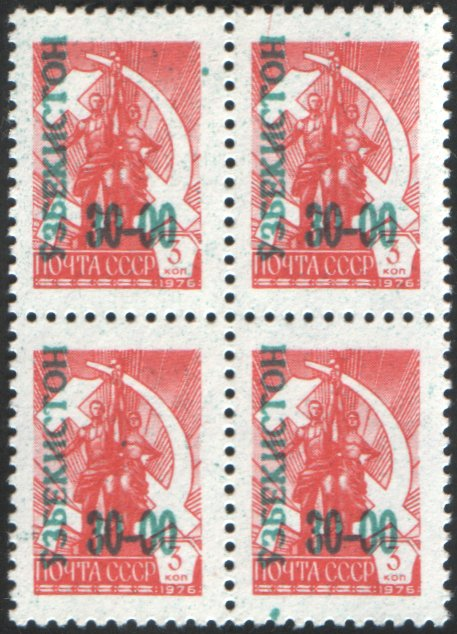
Надпечатки Узбекистана 1993 года на стандартных марках СССР(Mi #27)

Обмен международными почтовыми отправлениями производился в 2009 году с 98 государствами мира. Из них самыми крупными по потоку почтового обмена являются — Россия, Украина, США, Германия, Турция, Объединённые Арабские Эмираты, Казахстан.

## Выпуски почтовых марок

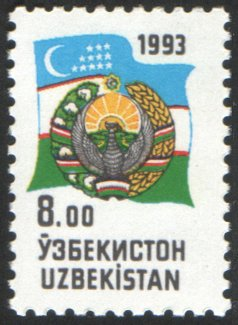
Первая стандартная почтовая марка Узбекистана, 1993(Mi #30)

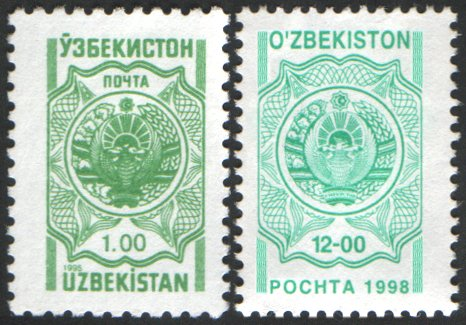
Изменения в написании названия государства на почтовых марках Узбекистана. Стандартные выпуски — 1995 и 1998 год(Mi #57, 167)

### Первые марки
Первая марка номиналом в 20 копеек, оригинального рисунка «Принцесса Надира (1792—1842)» была выпущена 7 мая 1992 года (Mi #1). Она была подготовлена при участии Издатцентра «Марка»; рисунок миниатюры выполнил художник Б. Илюхин. Марка готовилась к изданию в 1991 году по плану выпуска марок СССР в составе серии «Деятели культуры народов СССР» в 1992 году.

### Последующие эмиссии
В 1993 и 1995 годах почтой Узбекистана было выпущено в обращение множество надпечаток на стандартных марках СССР.
С 1998 года название государства на почтовых марках Узбекистана приводится только на латинице — O’ZBEKISTON.
Определение эмиссионной политики, формирование и внесение на утверждение тематических планов издания почтовых марок, художественных маркированных конвертов, карточек с оригинальными марками с конца 2005 года возложены на Комиссию по почтовым эмиссиям Узбекского агентства связи и информатизации — приказ № 319 от 19 декабря 2005 года.

### Стандартные марки
Первый стандартный выпуск (1993)
«Герб и флаг». Были выпущены марки номиналом 8, 15, 50 и 100 сум-купонов.
Второй стандартный выпуск (1994—2006)
«Государственный герб». В 1994 году были выпущены марки номиналом 75 сум-купонов, в 1995 — 1, 2, 3, 6 и 15 сумов. В 1997 — 6 сумов, в 1998 — 2, 3, 6, 12, 15 и 45 сумов, в 1999 — 3 и 6 сумов, в 2000 — 5, 10, 15, 17, 30, 40, 45 и 60 сумов, в 2001 — 15, 17, 20, 25, 30, 33, 40, 45, 50, 60 и 100 сумов, в 2003 — 30 и 100 сумов, в 2004 — 5, 10, 30 и 60 сумов, в 2005 — 5, 30, 60 и 125 сумов, в 2006 — 35, 65, 200, 250, 290, 350, 430, 2500 и 3700 сумов.
Третий стандартный выпуск (2006—2010)
«Архитектура». В 2006 году были выпущены марки номиналом 55 и 90 сумов, в 2008 — 30, 45, 75, 85, 90, 100, 150, 160, 200, 250, 310 и 350 сумов. В 2009—450 и 600 сумов, в 2010 — 25, 100, 110, 125 и 200 сумов.
Четвертый стандартный выпуск (2012—2014)
«Монументы». В 2012 году были выпущены марки номиналом 50, 100, 150, 170, 200, 250, 300, 350, 450 и 600 сумов, в 2013—110, 400 и 1500 сумов, в 2014—1000 сумов.

## Фальсификации
В начале 1920-х годов получилис распространение беззубцовые и зубцовые фальсификаты Туркестана, в состав которого входила территория нынешнего Узбекистана.
Вне пределов страны печатаются неавторизованные марки для продажи несведущим коллекционерам. В 2003 году почтовые власти Узбекистана направляли официальное письмо в соответствующие органы ВПС, в котором сообщалось о появлении на филателистическом рынке нелегитимных марок с надписью «O’ZBEKISTON» («Узбекистан») и номиналом в узбекской валюте. В связи с этим в Узбекистане ведутся работы по увеличению степени защиты собственных почтовых марок.